# Franz Maria Schweitzer

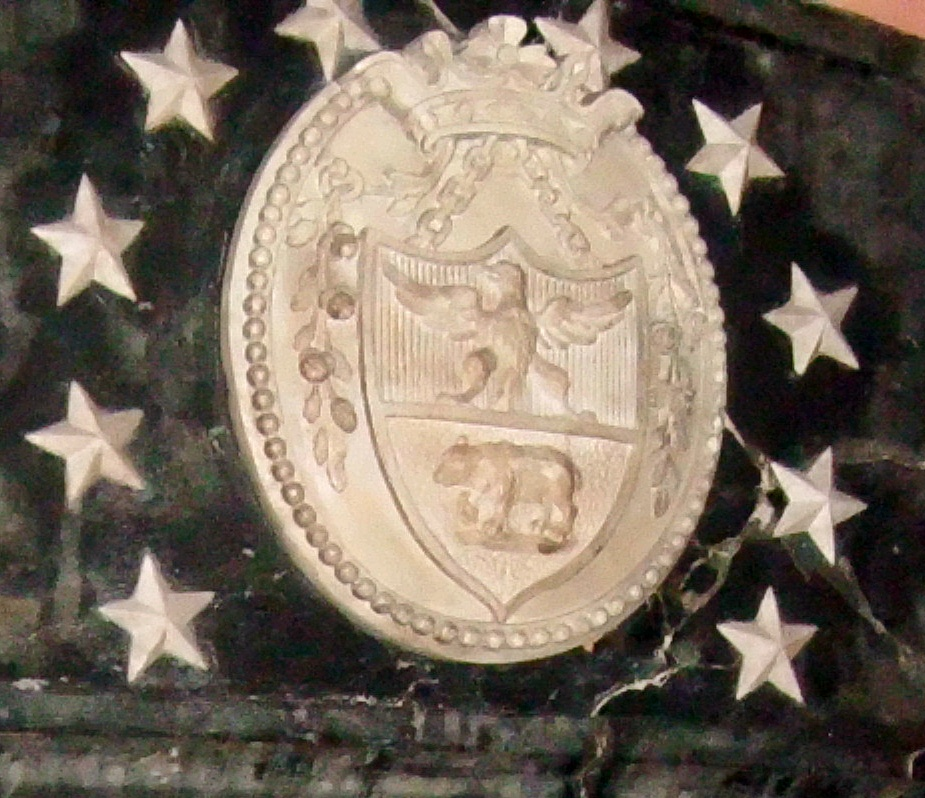
Familienwappen „von Schweitzer“ (Adler und Bär), Detail vom Epitaph im Frankfurter Dom

Franz Maria Schweitzer, auch Schweitzer-Allesina (* 27. Oktober 1722 in Verona, Republik Venedig; † 16. Dezember 1812 in Frankfurt am Main) war Handelsherr, bayerischer Geheimer Kommerzienrat und kurpfälzischer Bankier italienischer Abstammung in Frankfurt am Main.

## Leben

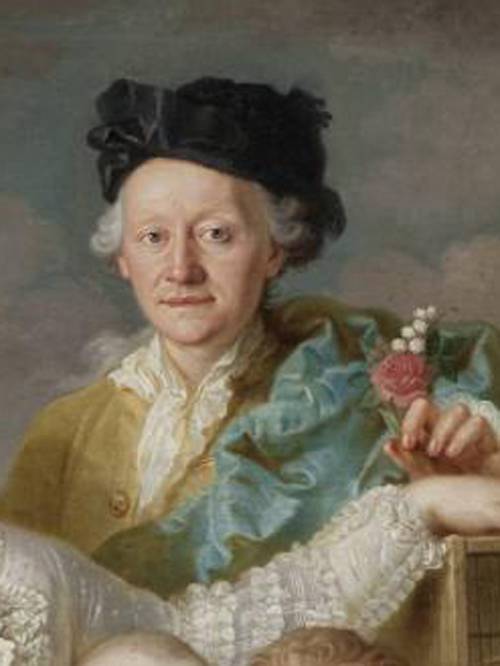
Porträt des Seidenhändlers Franz Maria Schweitzer

Er wurde geboren als Sohn von Bartholomeo Suaicara und dessen Frau Anna Maria, geb. Frizoni, aus Verona. Als er sich in Frankfurt niederließ, verdeutschte er seinen Familiennamen in Schweitzer. 1751 beantragte der Katholik das Bürgerrecht der Stadt, das er erst 1766 gegen eine hohe Gebühr erhielt. Später wurde er auch Senator (Stadtrat).
Schweitzer war Geschäftsmann und Seidenhändler, außerdem fungierte er als Kurpfälzer Bankier in Frankfurt.

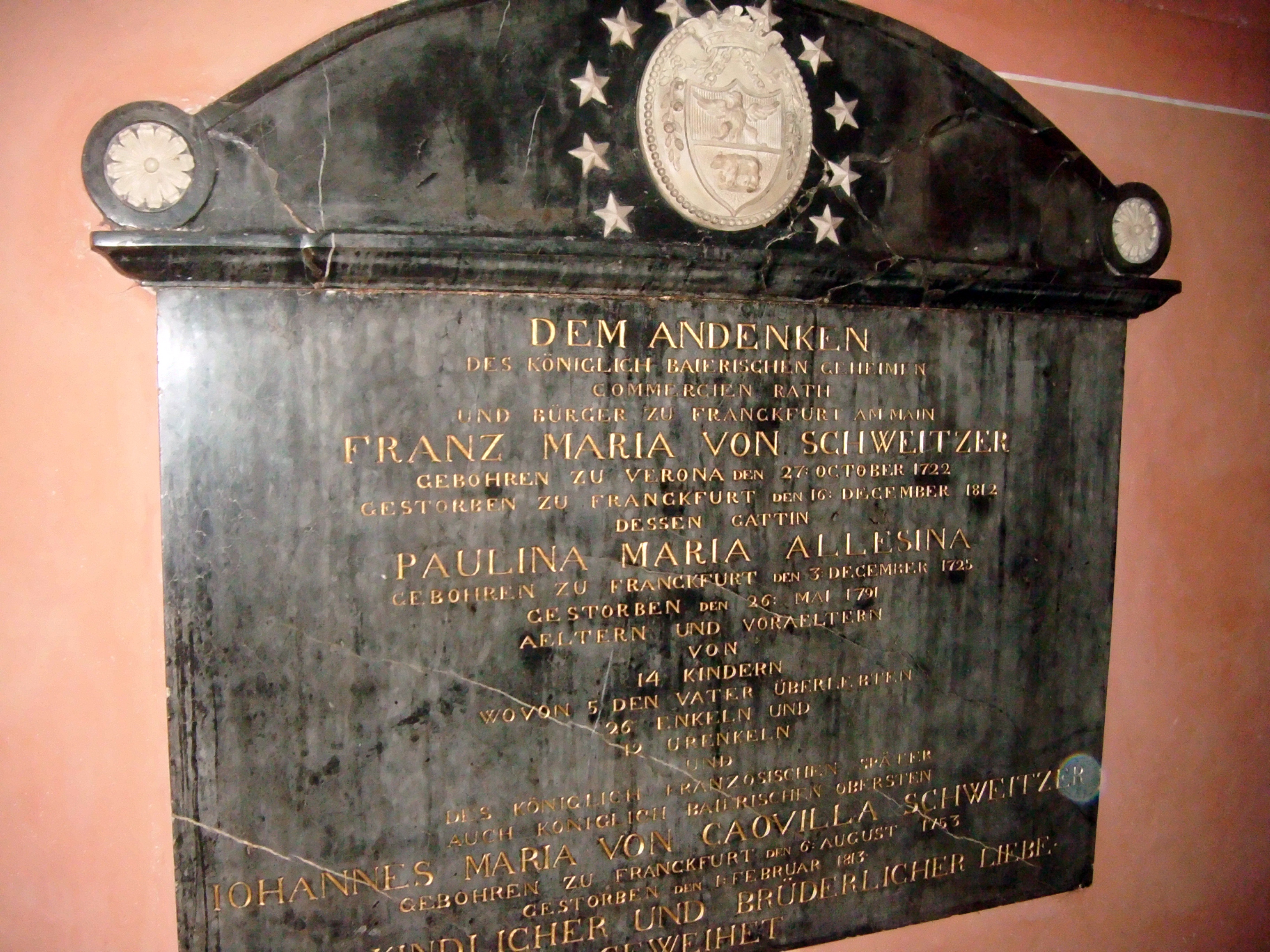
Epitaph im Frankfurter Dom

Er zählte zu den reichsten Männern der Stadt. 1751 ließ er sich von Johann Andreas Liebhardt das repräsentative Haus Stadt Antwerpen in zentraler Lage errichten, sowie 1787–1792 vom pfälzischen Hofbaumeister Nicolas de Pigage (1723–1796) das noch prachtvollere Palais Schweitzer auf der Zeil, das später Gasthaus/Hotel Russischer Hof hieß und dann eine der ersten Adressen Frankfurts wurde. Selbst Goethe war von dem Gebäude beeindruckt. Der Musiksaal überstieg in seiner Größe alles für ein Privathaus Übliche. Ein Deckengemälde im Treppenhaus stellte unter anderem den alten Hausherren Franz Maria von Schweitzer in weißem Hausrock und mit Zipfelmütze dar. An den mittig zu sehenden Obelisken heftet ein vom Olymp herabschwebender Merkur die Initialen „FMS“. Hier war das Innere mit Fresken des  Kurtrierer Hofmalers Januarius Zick ausgeschmückt; die Stuckaturen stammten von dem Mannheimer Künstler Carlo Luca Pozzi, seinem Bruder Joseph Anton Pozzi und dessen jungem Sohn Maximilian Joseph Pozzi. 1790 besuchte Wolfgang Amadeus Mozart den Handelsherrn und er schreibt darüber in einem Brief vom 3. Oktober 1790: „Gestern habe ich bei dem reichsten Kaufmann in ganz Frankfurt gespeist, bei Herrn Schweitzer.“ Auch Johann Wolfgang von Goethe und andere Geistesgrößen verkehrten in dem Haus auf der Zeil.
Franz Maria Schweitzer trug den Titel eines kurpfälzischen bzw. bayerischen Geheimen Kommerzienrates, was einem Geheimrat gleichstand und die Hoffähigkeit bedingte.
Nur ca. zwanzig Jahre konnte er sich an seinem Palais Schweitzer erfreuen. Er starb 90-jährig und wurde im Frankfurter Dom begraben, wo ein Marmorepitaph an ihn erinnert.
Laut Lothar Gall bildete Schweitzer „den Mittelpunkt der italienischen Kolonie und war eine wichtige Stütze des Katholizismus“ in Frankfurt.

## Familie
Schweitzer war verheiratet mit der Italo-Frankfurterin Paula Allesina (1725–1791), deren Mutter wiederum aus der Familie Brentano stammte. Da die Frankfurter Händler-Familie Allesina keine männlichen Nachkommen hatte, hängten Franz Maria Schweitzer und seine Nachfahren diesen Namen an ihren an und sie erscheinen auch als Schweitzer-Allesina oder Allesina genannt Schweitzer. 
Wenngleich der erbliche Adelsstand erst am 18. Oktober 1816 durch König Maximilian Joseph I. von Bayern den drei Söhnen Franz Marias verliehen wurde, fand das Adelsprädikat teilweise auch schon beim Vater Verwendung, wie es beispielsweise auf dem Epitaph festgehalten ist.
Seine Tochter Franziska Klara (* 1755 in Frankfurt am Main; † 1791 in Straßburg) war seit 1877 mit dem französischen General Giuseppe Antonio Mainoni verheiratet.
Der Ehemann von Franz Maria Schweitzers Enkeltochter Franziska Maria Fortunata (1802–1878) war Prinz August Ludwig zu Sayn-Wittgenstein-Berleburg, nassauischer Generalleutnant und 1849 Ministerpräsident der kurzlebigen Regierung des Reichsverwesers Erzherzog Johann von Österreich.
An die Allesinas und ihren Herrensitz erinnert im Stadtteil Sindlingen die Allesinastraße. Als einziges Familienmitglied wurde Maria Theresia Schweitzer (1812–1840) in Sindlingen beerdigt; ihr Grabstein ist erhalten und steht heute an der Sindlinger Dionysiuskirche.

## Das Palais Schweitzer und der Russische Hof

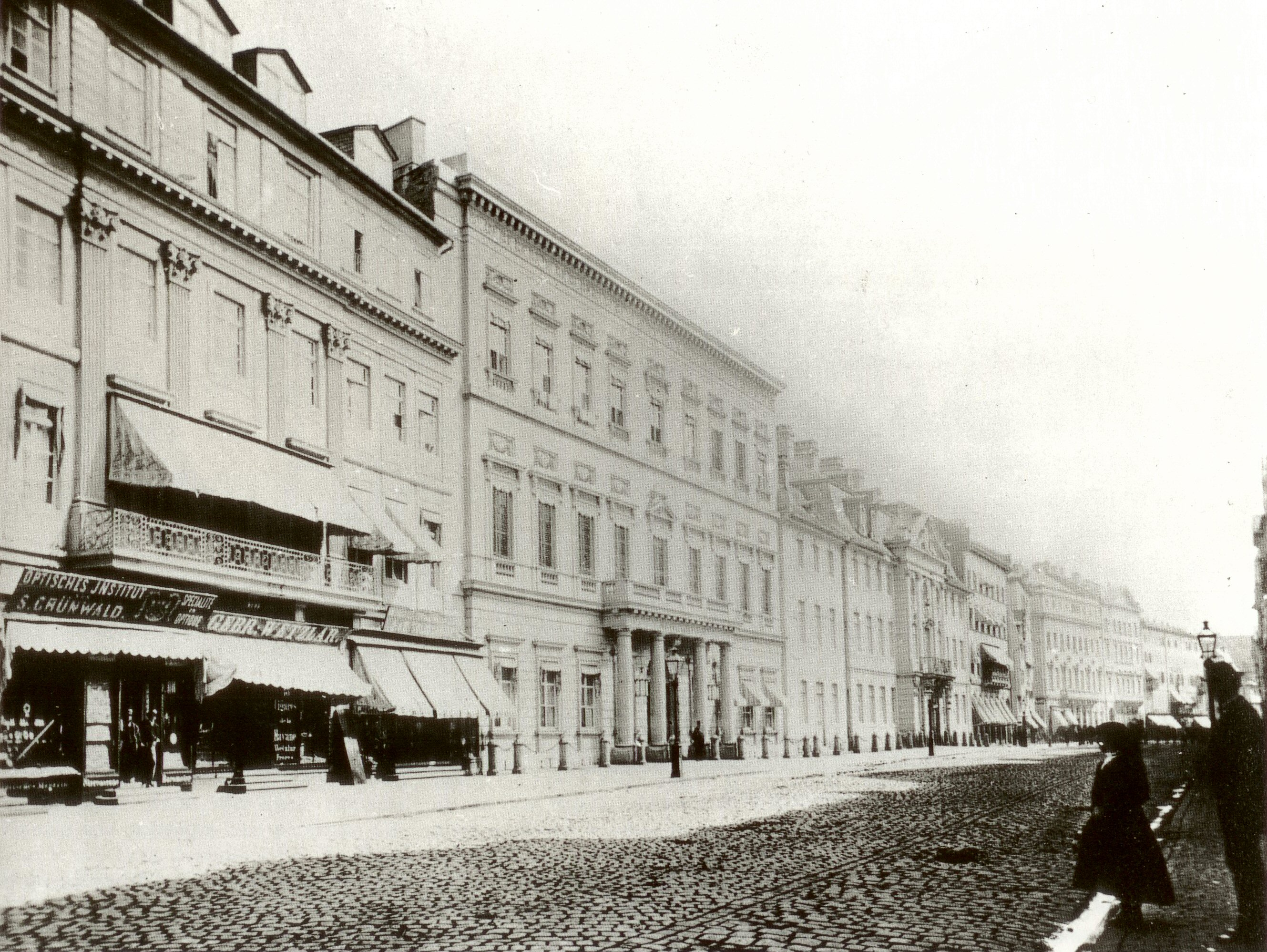
Mittig das Palais Schweitzer, alias Russischer Hof, Frankfurt, Zeil, 1875

15 Jahre nach dem Tod Franz Maria Schweitzers verkauften am 15. März 1827 seine zahlreichen Erben das Palais Schweitzer an den Metzgermeister Johannes Stier. Zu den Erben gehörte u. a. die Guaitas. 
Obwohl Bismarck sich mehrfach dafür einsetzte, das Haus für die preußische Gesandtschaft zu erwerben, wurde es schließlich zum Hotel Russischer Hof umgebaut. Das Hotel beherbergte unter anderem den späteren Kaiser Wilhelm I., der einmal im Freskosaal des Palais sein Hauptquartier für die Besatzungsarmee in Baden 1849 aufgeschlagen hatte. Häufiger Gast war auch der Prince of Wales, der spätere König Edward VII., der am Springbrunnen des Palais seinen Nachmittagstee einzunehmen pflegte. Er war hier als ein regelmäßiger Besucher der Frankfurter Oper.
Ab 1888  wurden das Gebäude und die benachbarten Palais Rotes Haus und Darmstädter Hof, trotz damals großer Proteste, abgerissen. Der Bau des Frankfurter Hauptbahnhofs hatte auch die Verkehrslage dieser Häuser verändert. An dieser Stelle ließ das neue Kaiserreich die nunmehr imposante kaiserliche Hauptpost Frankfurt am Main für sein verstaatlichtes Postwesen errichten. Im Zweiten Weltkrieg durch Fliegerbomben zerstört, danach wieder aufgebaut, wurde der Nachfolgebau durch Auflösung der Deutschen Bundespost und technischem Fortschritt funktionslos und musste in den 2000er Jahren einem Einkaufszentrum weichen.